# A Walk in the Clouds
A Walk in the Clouds is een Amerikaanse film uit 1995 van Alfonso Arau, geproduceerd door Jerry en David Zucker. De film is een nieuwe versie van een Italiaanse film Quattro passi fra le nuvole (1942). De film won een Golden Globe voor beste Soundtrack, deze werd gecomponeerd door Maurice Jarre.
- Tagline - A man in search, A woman in Need, A story of Fate.

## Plot
Het is 1945 wanneer Paul Sutton terugkeert uit de Tweede Wereldoorlog en thuiskomt met nieuwe plannen en dromen en de nachtmerries achter zich wil laten. Zijn vrouw Betty, die hij trouwde vlak voor vertrek naar Europa, heeft iets anders in gedachten en maant hem aan werk te zoeken. Paul neemt een baantje als deur-tot-deurverkoper. In zijn trektocht als verkoper komt hij in een bosrijke omgeving (Napa Valley, Pasadena, Californië) de zwangere Victoria Aragon tegen. Deze is ten einde raad, want ze is zwanger geraakt van haar professor aan de Stanford Universiteit, en ziet er tegenop om zonder eega thuis te komen. Paul biedt zijn diensten aan, en de twee gaan naar de familie Aragon die een enorme wijngaard bezit. Aanvankelijk zou Paul een dag blijven, maar het worden er al gauw meer, Paul en Victoria lijken dan ook echt verliefd te worden. De hele familie sluit Paul al gauw in de armen, met uitzondering van een zekere Alberto, die argwaan heeft.

## Rolverdeling
| Acteur               | Personage        |
| -------------------- | ---------------- |
| Keanu Reeves         | Paul Sutton      |
| Aitana Sánchez-Gijón | Victoria Aragon  |
| Anthony Quinn        | Don Pedro Aragon |
| Giancarlo Giannini   | Alberto Aragon   |
| Debra Messing        | Betty Sutton     |